# Pałac w Koniecpolu
Pałac w Koniecpolu – zabytkowy pałac w Koniecpolu, w dzielnicy Chrząstów.
Pałac został wybudowany w latach 1603–1610. Obiekt jest częścią zespołu pałacowego, w skład którego wchodzą jeszcze: park, baszta obronna – altana z pierwszej poł. XVII w., oficyna północna (stajenna) z XVIII/XIX w., oficyna południowa (kuchenna) z XVIII/XIX w.

## Historia
Pierwotnie na miejscu obecnego pałacu stał drewniany dwór, który był siedzibą rodziny Koniecpolskich.
Zespół pałacowo-parkowy powstał z inicjatywy wojewody sieradzkiego Aleksandra Koniecpolskiego. To on rozpoczął budowę renesansowego pałacu w 1603 r., którą to dokończył po jego śmierci w 1610 r. jego syn – hetman Stanisław Koniecpolski w I poł. XVII w. Budowa zamku nadzorowana była przez mistrzów murarskich – najpierw Piotra Bianco (Bliank) z Krakowa, a następnie Floriana z Wielunia. Pałac według planów budowniczych posiadał mury obronne i fosę i miał pełnić funkcję obronną.
Po bezpotomnej śmierci ostatniego z rodu Koniecpolskich – Jana Aleksandra, na mocy testamentu Koniecpol przeszedł w ręce krewnych, Aleksandra i Franciszka Walewskich. Bracia Walewscy sprzedali go następnie za bezcen podstawionemu przez Jerzego Aleksandra Lubomirskiego – Aleksandrowi Walewskiemu, miecznikowi sieradzkiemu. W rzeczywistości majątek przeszedł w ręce Lubomirskich herbu Szreniawa bez Krzyża. W 1754 r. dobra koniecpolskie nabył od Lubomirskego Michał Czapski, wojewoda malborski.
Styl klasycystyczny nadała budowli jej gruntowna przebudowa przeprowadzona pod koniec XVIII w. przez Czapskiego, a kontynuowana po jego śmierci przez jego zięcia, Aleksandra Potockiego, późniejszego ministra policji Księstwa Warszawskiego. Wówczas zamieniono pałac na rezydencję magnacką. Zlikwidowano mury obronne i fosę, pozostawiono tylko basztę, która w XIX w. została przebudowana na altanę. Po raz kolejny pałac został poddany pracom budowlanym pod koniec XIX w.
W czasie II wojny światowej, zabudowania pałacowe uległy ogromnym zniszczeniom. 20 stycznia 1945 r. pałac został praktycznie w całości strawiony przez pożar. Ogień zniszczył również znajdujące się w nim cenne zbiory.
W czasie prowadzenia prac związanych z jego rekonstrukcją, co miało miejsce w latach 1958–1961, przebudowie uległy jego wnętrza, przy czym zachowany został styl budowli klasycystycznej. Pałac został odbudowany przez Koniecpolskie Zakłady Płyt Pilśniowych. Przy nim powstała letnia pływalnia, pawilon hotelowy, amfiteatr.
Obiekt poddano ostatniemu remontowi w 1975 r. Stanowił siedzibę Miejskiego Ośrodka Sportu i Rekreacji, znajdował się w nim dom kultury. W 2012 r. pałac odzyskał Paweł Potocki z Paryża, wnuk brata ostatniego przedwojennego właściciela majątku. Kompleks pałacowo-parkowy został wystawiony na sprzedaż na portalu Allegro za 3,5 miliona złotych. W 2015 roku pałac kupił przedsiębiorca Robert Pach.

## Opis
Zespół pałacowo-parkowy Koniecpolskich jest najstarszym i jednocześnie najcenniejszym zabytkiem Koniecpola. Wzniesiony został w I poł. XVII w. na sztucznej wyspie utworzonej pomiędzy dwiema odnogami Pilicy.
Centralnym elementem zespołu jest pałac, wzniesiony na planie odwróconej litery „T”, z prostokątnym korpusem i prostopadłym skrzydłem od tyłu, który reprezentuje styl klasycystyczny. Stoi on w miejscu, gdzie jeszcze na przełomie XV i XVI w. znajdował się stary zamek-dwór, stanowiący siedzibę wcześniejszych właścicieli Chrząstowa i Koniecpola. Obiekt ten, pomimo iż wielokrotnie poddawany był przebudowom, kryje w sobie części murów pierwotnej obronnej budowli, jaką z założenia miał on stanowić. W kondygnacji piwnicznej korpusu, od tyłu, zachowały się, zamurowane od zewnątrz, rozglifione strzelnice. Trójkątny szczyt pałacu ozdobiony jest herbem Pilawa ostatnich prywatnych właścicieli rezydencji – hrabiów Potockich. Wzdłuż drogi dojazdowej, prostopadle do frontonu pałacu, wznoszą się murowane klasycystyczne oficyny z przełomu XVIII i XIX w., które pełniły funkcje stajenne i kuchenne. Z pałacem od strony północno-zachodniego narożnika sąsiaduje ośmioboczna murowana baszta z pierwszej połowy XVII w., przebudowana na altanę-pawilon ogrodowy poprzez jej nadbudowę w I poł. XIX w. Połączona jest ona z pałacem przejściem-galeryjką wspartym na arkadach. Wzniesiona z kamienia i cegły baszta posiada na dwóch kondygnacjach zamurowane od zewnątrz strzelnice.
Zespół pałacowy otacza dawny park krajobrazowy założony w I poł. XVII w., a przekomponowany w II poł. XVIII w. z inicjatywy Michała Czapskiego i w drugiej połowie XIX w. Dawny park pałacowy jest obramiony od zachodu kanałem, stanowiącym przypuszczalnie pozostałość fosy. Park ma 5 ha powierzchni.
Po prawej stronie drogi dojazdowej do pałacu wznosi się dawna murowana kaplica pałacowa, obecnie kościół parafialny pw. św. Michała Archanioła wybudowany w 1767 r. kosztem Michała Czapskiego z murowaną dzwonnicą i ogrodzeniem z drugiej połowy XVIII w.

## Galeria

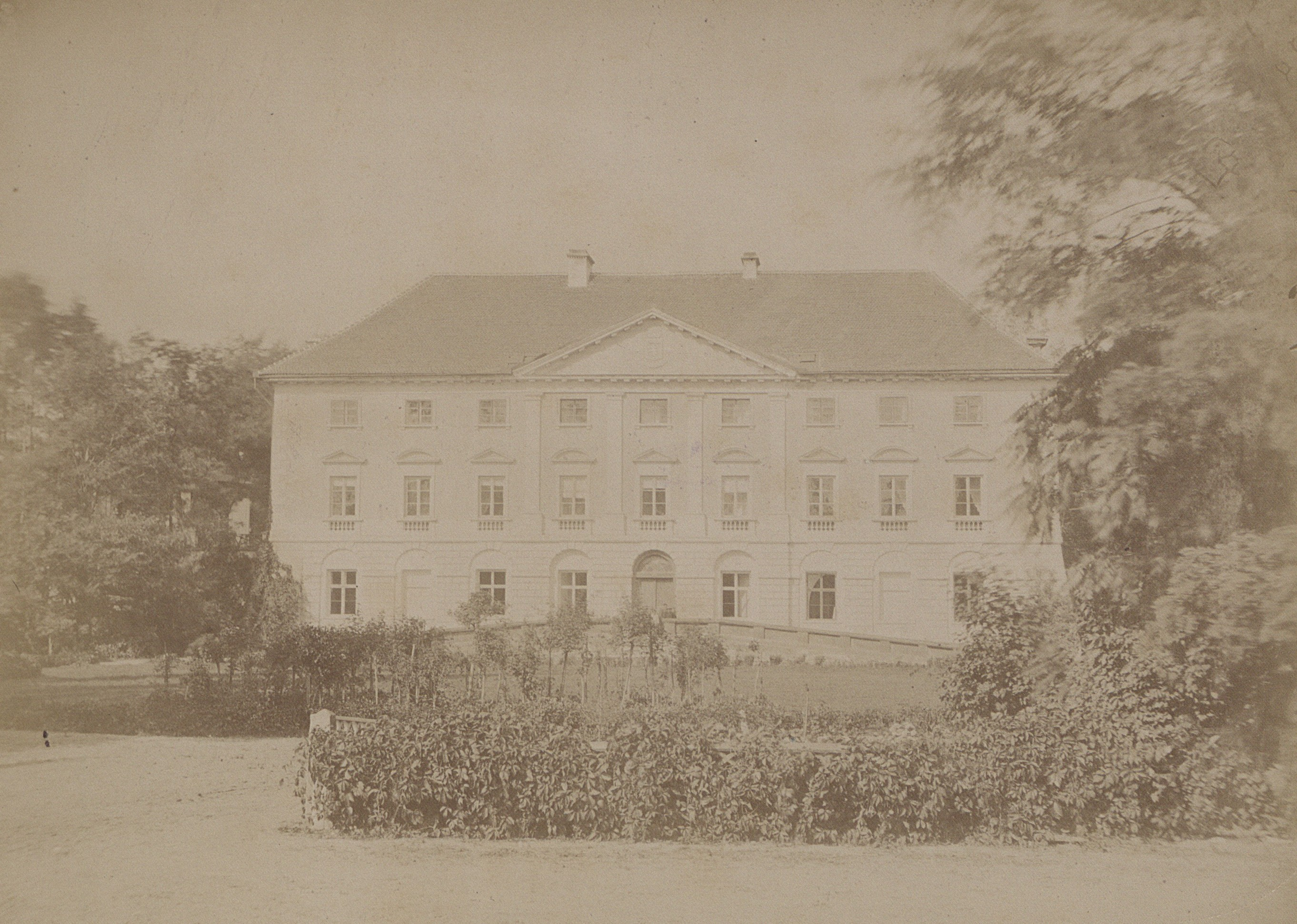
Pałac około 1875
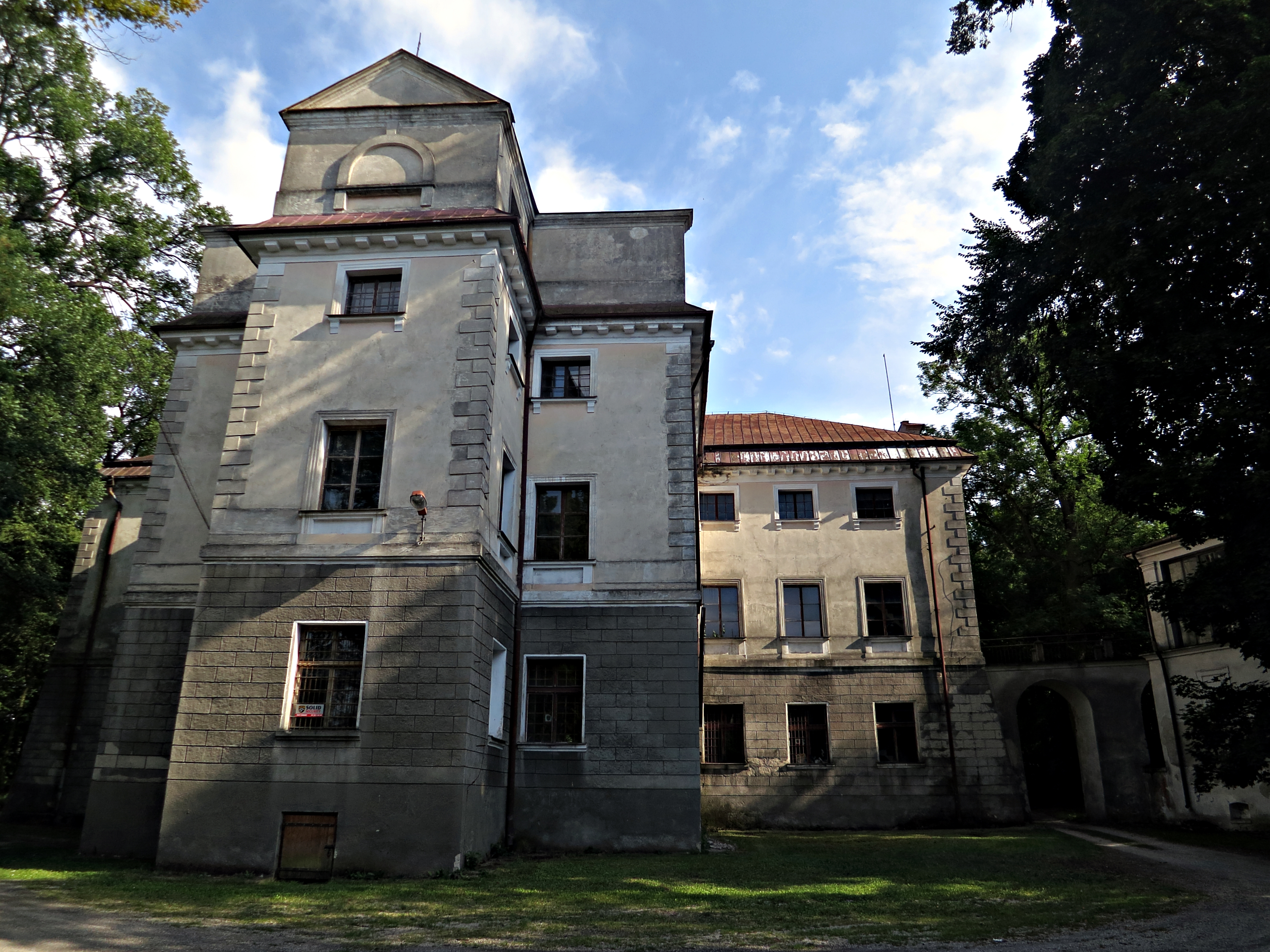
Pałac od strony parku
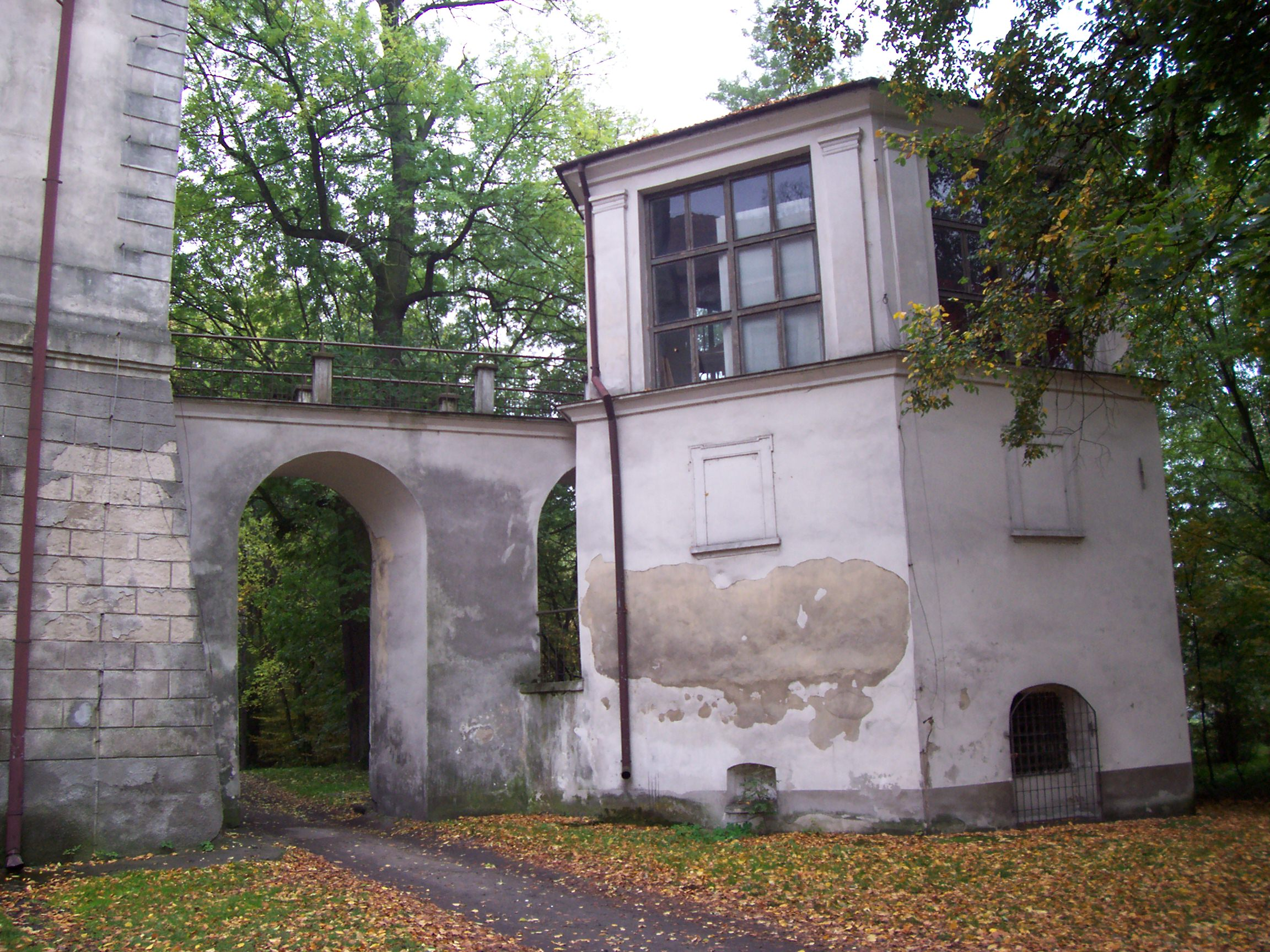
Baszta pałacowa
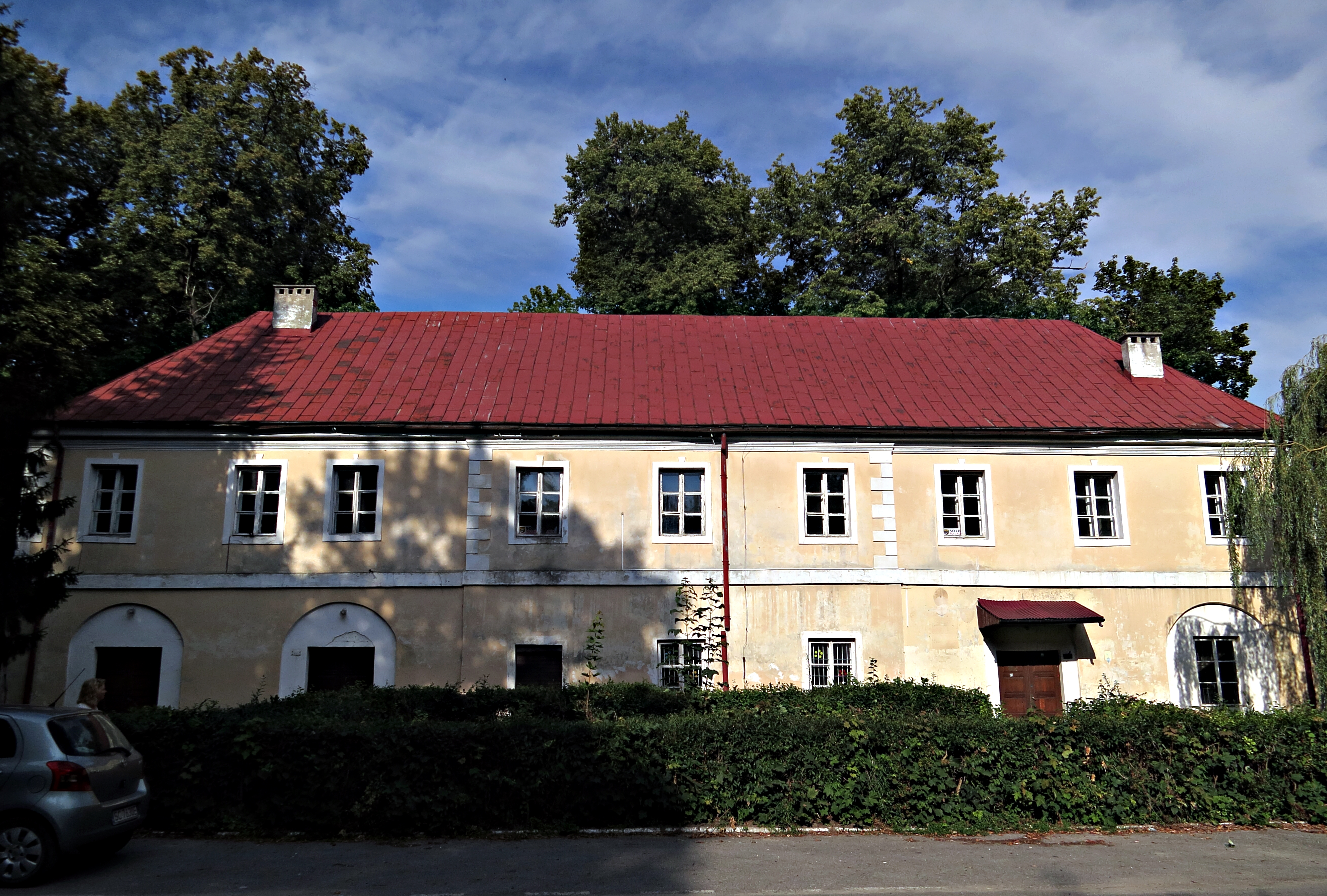
Oficyna pałacowa gospodarcza
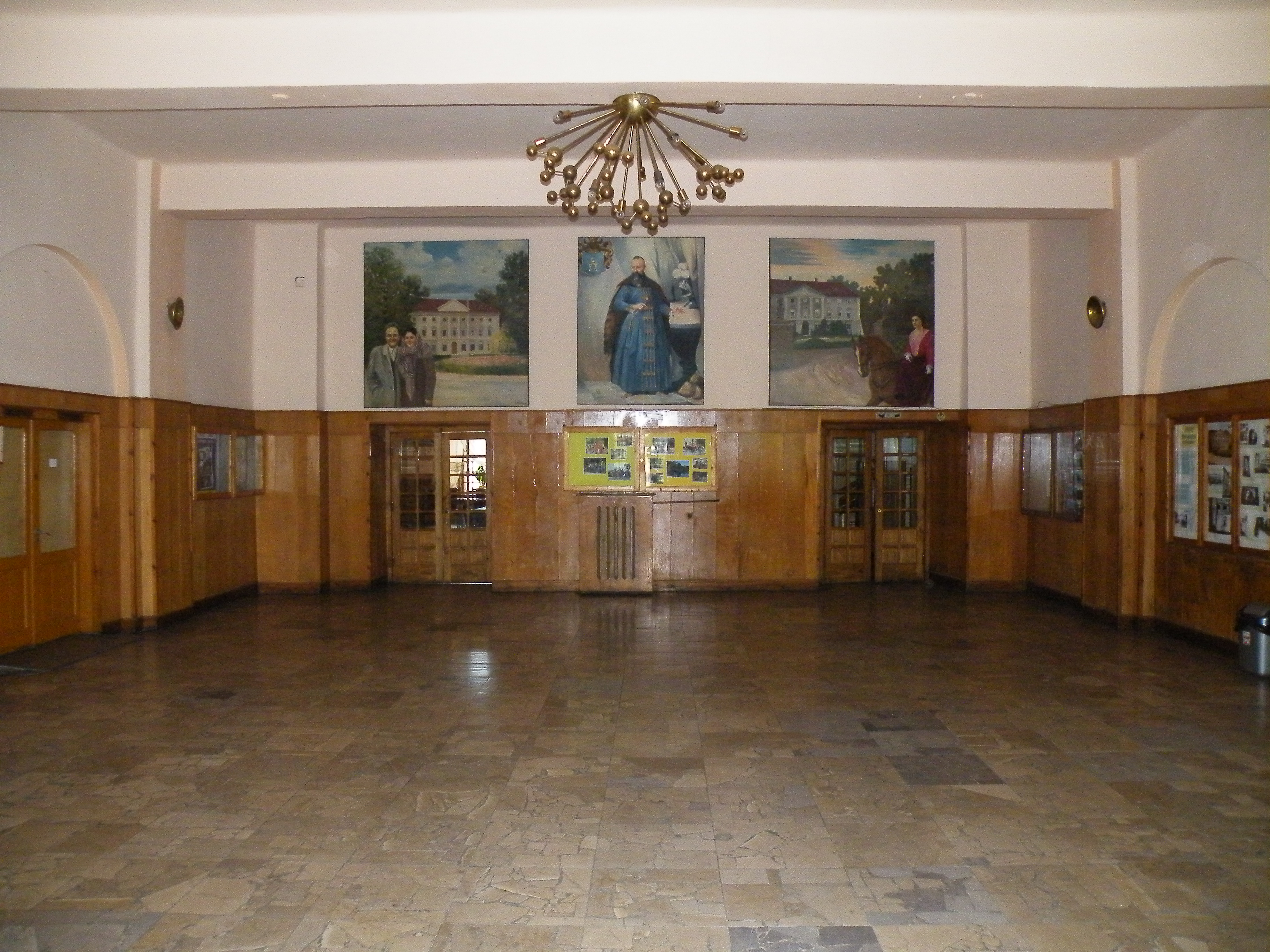
Wnętrze pałacu
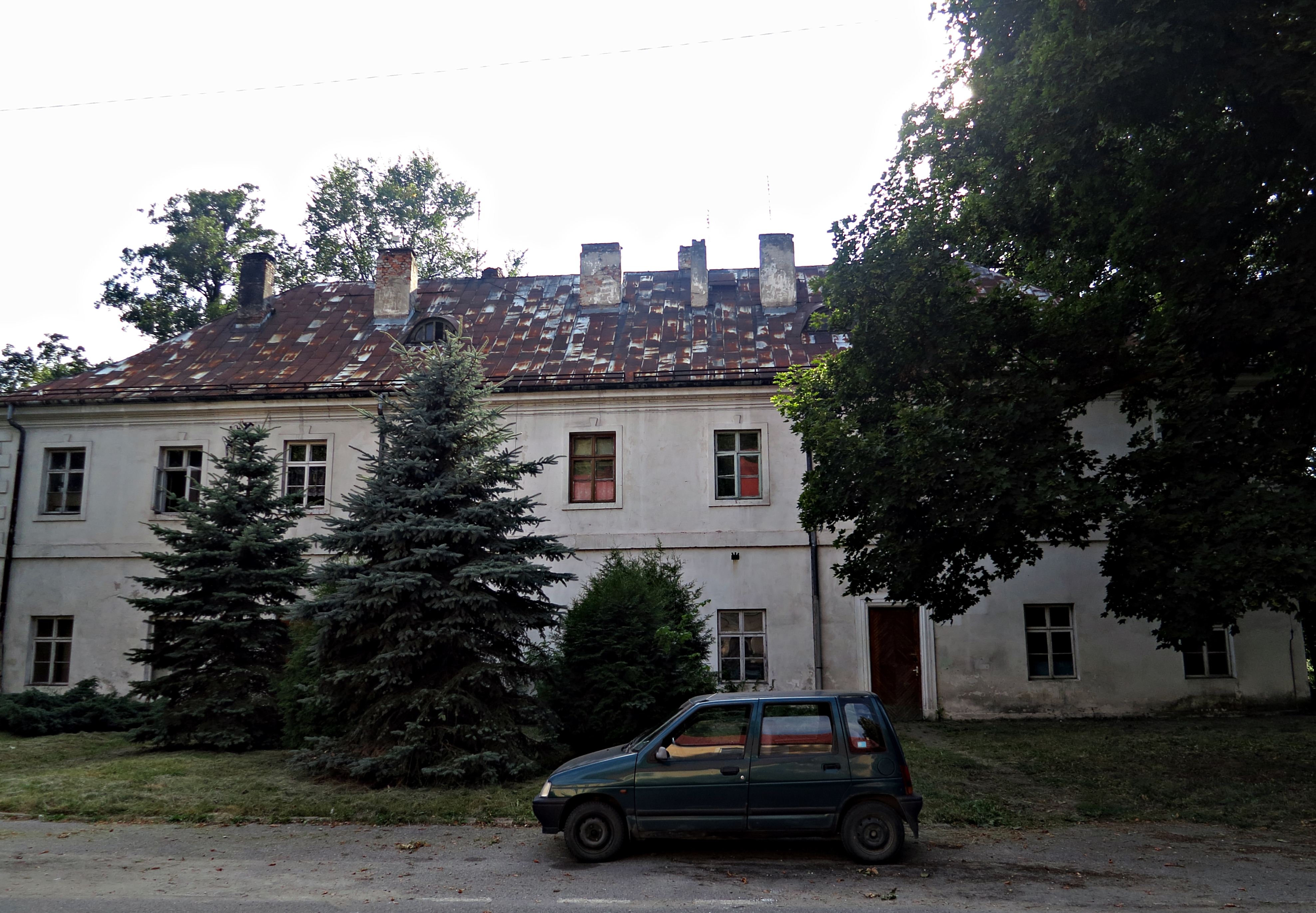
Oficyna pałacowa kuchenna
Pilawa, herb Potockich